# ستيفن ماكليستر
ستيفن ماكليستر (بالإنجليزية: Stephen McAllister)‏ هو لاعب غولف بريطاني، ولد في 16 فبراير 1962 في بيزلي في المملكة المتحدة.

## وصلات خارجية
- ستيفن ماكليستر على موقع رابطة أوروبا للاعبي الغولف المحترفين (الإنجليزية)
- ستيفن ماكليستر على موقع التصنيف العالمي الرسمي للغولف (الإنجليزية)